# Diocesi di Naisso
La diocesi di Naisso (in latino: Dioecesis Naissitana) è una sede soppressa e sede titolare della Chiesa cattolica.

## Storia
Naisso, corrispondente alla città di Niš in Serbia, è un'antica sede vescovile della provincia romana della Dacia Mediterranea nella diocesi civile di Dacia, suffraganea dell'arcidiocesi di Sardica.
Sono sei i vescovi documentati di questa antica diocesi. Il primo è Ciriaco, vissuto nella prima metà del IV secolo, simpatizzante dell'arianesimo ed avversario di Marcello di Ancira. Gli succedette Gaudenzio, che fu presente al concilio di Sardica e forse è da identificarsi con il Gaudenzio presente al secondo concilio di Sirmio del 351. Segue il vescovo Bonoso, che venne deposto e sostituito da Marziano, menzionati entrambi in alcune lettere di papa Innocenzo I.
Verso la metà del V secolo Naisso subì la distruzione ad opera degli Unni. La città tuttavia poté risollevarsi. Infatti all'inizio del VI secolo è noto il nome di un altro vescovo, Gaiano, inviato a Costantinopoli dall'imperatore Anastasio. Proietto infine fu presente al concilio ecumenico del 553.
A questi vescovi, gli autori di Illyricum Sacrum aggiungono il nome di Dalmazio episcopus Neutimae, che avrebbe sottoscritto la lettera dei vescovi della Dardania all'imperatore Leone (458) in seguito all'uccisione del patriarca alessandrino Proterio. Secondo Jacques Zeiller, avendo sottoscritto il documento con i vescovi della Dardania, Dalmazio non poteva essere vescovo di Naisso, città che apparteneva ad un'altra provincia romana.
Dal 1933 Naisso è annoverata tra le sedi vescovili titolari della Chiesa cattolica; dal 22 febbraio 2022 il vescovo titolare è Basilio Mamani Quispe, vescovo ausiliare di La Paz.

## Cronotassi

### Vescovi
- Ciriaco † (prima metà del IV secolo)
- Gaudenzio † (prima del 343/344 - dopo il 351)
- Bonoso † (menzionato nel 380 circa)
- Marziano † (prima del 409 - dopo il 414)
- Dalmazio ? † (menzionato nel 458)
- Gaiano † (menzionato nel 516)
- Proietto † (menzionato nel 553)

### Vescovi titolari
- William Francis O'Shea, M.M. † (11 luglio 1939 - 22 febbraio 1945 deceduto)
- Henri Routhier, O.M.I. † (15 giugno 1945 - 13 luglio 1967 nominato arcivescovo di Grouard-McLennan)
- Victor Hugo Martínez Contreras † (30 novembre 1970 - 20 settembre 1975 nominato vescovo di Huehuetenango)
- Paul Josef Cordes † (27 ottobre 1975 - 24 novembre 2007 nominato cardinale diacono di San Lorenzo in Piscibus)
- Ambrose Madtha † (8 maggio 2008 - 8 dicembre 2012 deceduto)
- Valdir Mamede (6 febbraio 2013 - 10 luglio 2019 nominato vescovo di Catanduva)
- Adrian Józef Galbas, S.A.C. (12 dicembre 2019 - 4 dicembre 2021 nominato arcivescovo coadiutore di Katowice)
- Basilio Mamani Quispe, dal 22 febbraio 2022